# Élections générales irlandaises de février 1982
L’élection générale irlandaise de février 1982 s'est tenue le 18 février 1982. 165 des 166 députés sont élus et siègent au Dáil Éireann.

## Mode de scrutin
Les élections générales irlandaises se tiennent suivant un scrutin proportionnel plurinominal avec scrutin à vote unique transférable. Elles ont lieu dans 43 circonscriptions électorales et concernent 165 des 166 sièges. En effet, le Ceann Comhairle, qui préside le Dáil Éireann, est automatiquement réélu, conformément à l'article 16, alinéa 6, de la Constitution.

## Résultats
| Parti                                              | Parti                                  | Leader               | Voix      | %      | +/-        | Sièges | +/-        | % du Dáil |
| -------------------------------------------------- | -------------------------------------- | -------------------- | --------- | ------ | ---------- | ------ | ---------- | --------- |
|                                                    | Fianna Fáil                            | Charles Haughey      | 786 951   | 47,3 % | 2,0        | 81     | 3          | 48,8      |
|                                                    | Fine Gael                              | Garret FitzGerald    | 621 088   | 37,3 % | 0,8        | 63     | 2          | 38,0      |
|                                                    | Parti travailliste                     | Michael O'Leary      | 151 875   | 9,1 %  | 0,8        | 15     | stagnation | 9,0       |
|                                                    | Sinn Féin (Parti des travailleurs)     | Tomás Mac Giolla     | 38 088    | 2,3 %  | 0,6        | 3      | 2          | 1,8       |
|                                                    | Sinn Féin                              | Ruairí Ó Brádaigh    | 16 894    | 1,0 %  |            | 0      |            | 0         |
|                                                    | Parti socialiste républicain irlandais | Eamonn O'Brien       | 2 716     | 0,2 %  |            | 0      |            | 0         |
|                                                    | Parti communiste d'Irlande             | Eugene McCartan      | 462       | 0,0 %  | stagnation | 0      | stagnation | 0         |
|                                                    | Indépendants                           | Indépendants         | 46 059    | 2,8 %  | 0,9        | 4      | stagnation | 2,4       |
| Votes blancs et nuls                               | Votes blancs et nuls                   | Votes blancs et nuls | 14 367    |        |            |        |            |           |
| Total                                              | Total                                  | Total                | 1 678 500 | 100 %  |            | 166    | stagnation | 100       |
| Participation                                      | Participation                          | Participation        | 2 275 450 | 73,8 % |            |        |            |           |
| Un gouvernement Fianna Fáil minoritaire est formé. |                                        |                      |           |        |            |        |            |           |

Dans les indépendants figure Fianna Fáil indépendant (11 732 suffrages, 1 siège). 
Fianna Fáil forme un gouvernement avec l'appui des 3 députés Sinn Féin (Parti des travailleurs), du seul député Fianna Fáil indépendant (Neil Blaney) et d'un député socialiste indépendant (Tony Gregory). 

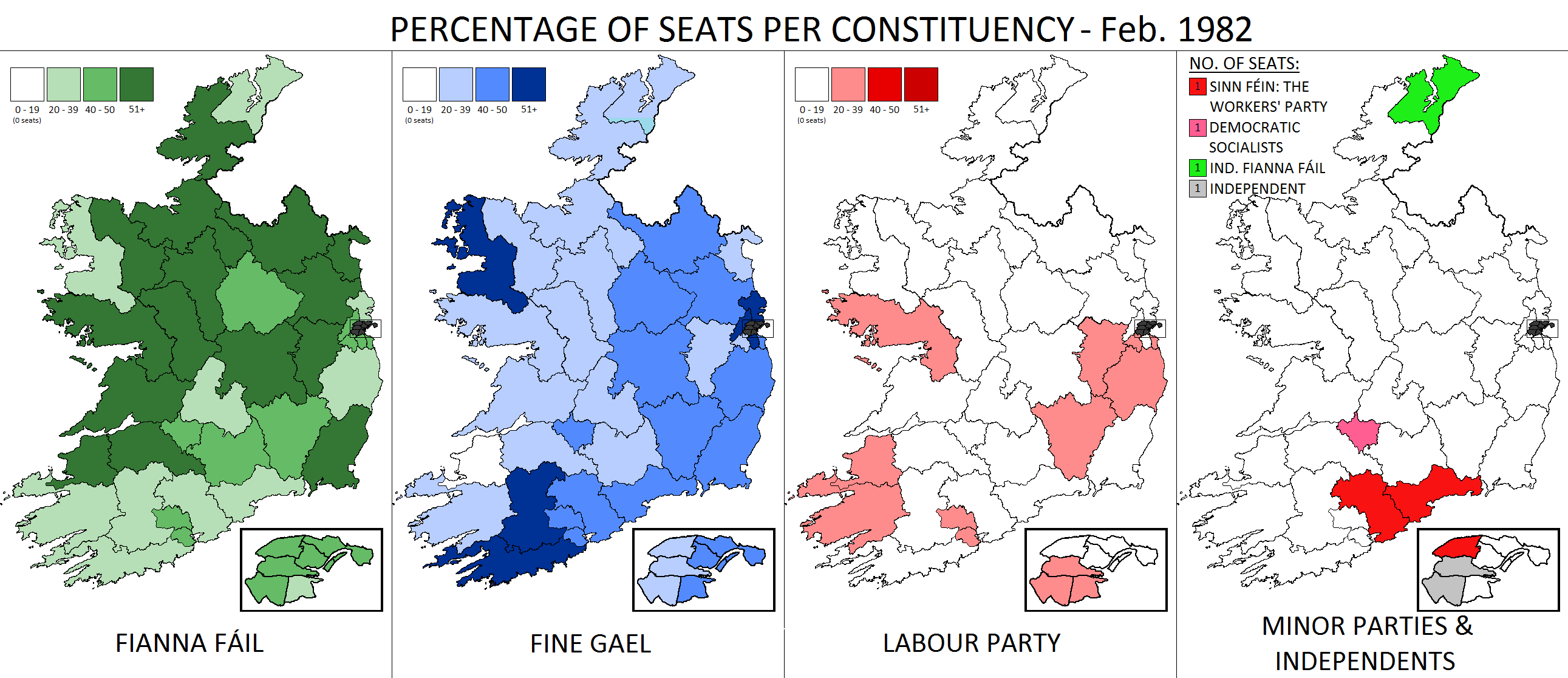
Résultats par circonscription